# شایان قاسمی
شایان قاسمی داریان  (زاده ‎۲ فروردین ۱۳۷۷) بازیکن واترپلو اهل ایران است. از افتخارات وی می‌توان به کسب مدال برنز در بازی‌های آسیایی ۲۰۱۸ اشاره کرد.